# 덴트땃쥐
덴트땃쥐(Crocidura denti)는 땃쥐과에 속하는 포유류의 일종이다. 카메룬과 중앙아프리카공화국, 콩고민주공화국, 적도기니, 가봉, 기니, 라이베리아, 나이지리아, 시에라리온 그리고 우간다이다. 자연서식지는 아열대 또는 열대 기후 지역의 습윤 저지대 숲과 습윤 사바나이다.